# Valezan
Valezan är en kommun i departementet Savoie i regionen Auvergne-Rhône-Alpes i sydöstra Frankrike. Kommunen ligger i kantonen Aime som tillhör arrondissementet Albertville. År 2018 hade Valezan 198 invånare.

## Befolkningsutveckling
Antalet invånare i kommunen Valezan
| Referens: INSEE |